# Гајтана
Гајта-Лурдес Есами (укр. Гайта-Лурдес Ессамі; 29. септембар 1979, Кијев), познатија као Гајтана (укр. Гайтана), украјинска је певачица и текстописац конгоанског порекла и учесник евровизијских фестивала.
Њена музика обједињује елементе џеза, фанка, соула и фолка. Представљала је Украјину на Песми Евровизије 2012. у Бакуу у Азербејџану песмом Be My Guest, чиме је постала први афроукрајински певач који је икада представљао Украјину на Евровизији. Прошла је као осма у другом полуфиналу, а у финалу је, упркос позитивним прогнозама, завршила на 15. месту са 65 бодова.

## Биографија
Гајтана је рођена у Кијеву, у Украјинској ССР. Са пет година, преселила се у Републику Конго, одакле је њен отац. Пет година касније се са мајком Татјаном и баком Лидијом вратила у Украјину, јер су јој се родитељи растали. Отац Клавер Есами остао је у Бразавилу, а с њим и Гајтанин брат Денгандр. Након повратка у Украјину, бака ју је учила да пева руске и украјинске народне песме.

## Каријера
Гајтана пева на украјинском, енглеском, руском, а такође познаје и француски језик и лингалу. Дипломирани је економинста, алумни Кијевског економског лицеја. Као мала, Гајтана је завршила музичку школу, свирајући саксофон. Са 12. година је била у дечјем бенду „Алтана“, а са 13. је написала прву песму, којом је исказала љубав према 18-годишњем студенту из Владивостока.
Све своје песме она сама компонује. Такође је кандидат за мајтора спорта у стоном тенису, по украјинској класификацији налик оној из времена Совјетског Савеза. Сем Евровизије, представљала је Украјину на различитим такмичењима. Гајтана је наступала на инаугурационом концерту „Украјинци за Обаму 2009“ у Кијеву. Сем ту, наступала је и на садамдесетпетогодишњици од оснивања ФК Шахтар Доњецка, на отварању Олимпијског стадиона у Кијеву, као и на самиту на Јалти 2012.

## Албуми
| - (2003) - (2005) | - (2007) - (2008) | - (2008) - (2010) | - (2012) |